# MMORTS
MMORTS (англ. massively multiplayer online real-time strategy, массовая многопользовательская онлайновая стратегия в реальном времени), также онлайновая стратегия — разновидность массовых многопользовательских онлайн-игр, сочетающая геймплей стратегии в реальном времени с большим количеством игроков, подключенных через Интернет.

## Описание
Кирилл Орешкин из журнала «Лучшие компьютерные игры» считает онлайновые стратегии близким родственником глобальных и выводит четыре признака жанра:
1. Игра осуществляется через браузер, вследствие чего одиночный режим игры слабо развит или не представлен вовсе.
2. Фокус на ведении войны, отсутствие условий мирной победы. Даже игроки, не занимающиеся боевыми действиями непосредственно, участвуют в войне косвенно (например, добывают ресурсы для игроков-военных).
3. Тактика боя определяется до сражения, а не во время него. Игроки получают подробный отчёт о битве после того, как бой уже завершился.
4. Ландшафт карты, как правило, не влияет на игровой процесс, важно лишь относительное расположение баз игроков.

Со временем игры жанра также обрели популярность на мобильных платформах. Большинство игр жанра распространяется по модели free-to-play.
В онлайновые стратегии может одновременно играть сотни или тысячи игроков. Игровой процесс осуществляется в реальном времени, которое не останавливается, когда игрок покидает игру. Это играет важную роль в боевой системе: игроки, планирующие нападение, могут следить за активностью других игроков и изучать их расписание, чтобы подобрать наилучший момент для атаки.
В некоторых играх жанра присутствует внутриигровой рынок, на котором игроки могут обмениваться ресурсами. Механика рынка зависит от игры: так, в OGame игроки не могут торговать напрямую, но могут пересылать друг другу ресурсы, благодаря чему торговля расцветала на внутриигровом форуме; в «Травиане» и «Сфере Судьбы» присутствовал меновой рынок, на котором игроки могут обменивать одни ресурсы на другие; в Variable World были введены деньги, а торговля осуществляется через биржу с динамическими ценами, благодаря чему был введён отдельный класс игроков — торговцы.
В некоторых играх жанра присутствует дерево исследований.
Как и в других массовых многопользовательских онлайн-играх, в MMORTS присутствуют игровые кланы, которые традиционно называются «альянсами».

## Техническая информация
В отличие от MMORPG, в которых игроки, как правило, управляют одним аватаром, в MMORTS каждый игрок может управлять десятками юнитов одновременно, расположенными в разных частях карты. Это вызывает сложности как для сервера, которому нужно просчитывать значительно больший объём данных, так и для клиента, скорость интернета которого ограниченна, и требует введения особых оптимизаций.
Одной из основных оптимизаций является сегментация карты игры. Игроки получают информацию только о тех регионах, в которых находятся их юниты, что снижает объём обрабатываемых и передаваемых данных. Кроме того, в случае, если игра использует кластер серверов, разные регионы могут просчитываться на разных физических машинах.
Другая важная оптимизация — компоновка юнитов в отряды. Поскольку в стратегиях реального времени игроки часто перемещают юнитов большими группами, серверу не обязательно передавать информацию о позиции каждого юнита по отдельности.